# アンセム・オブ・ザ・シーズ
アンセム・オブ・ザ・シーズ（英語：MS Anthem of the Seas）は、ロイヤル・カリビアン・インターナショナルが運航するクルーズ客船。クアンタム級の2番船である。

## コンセプトと建造

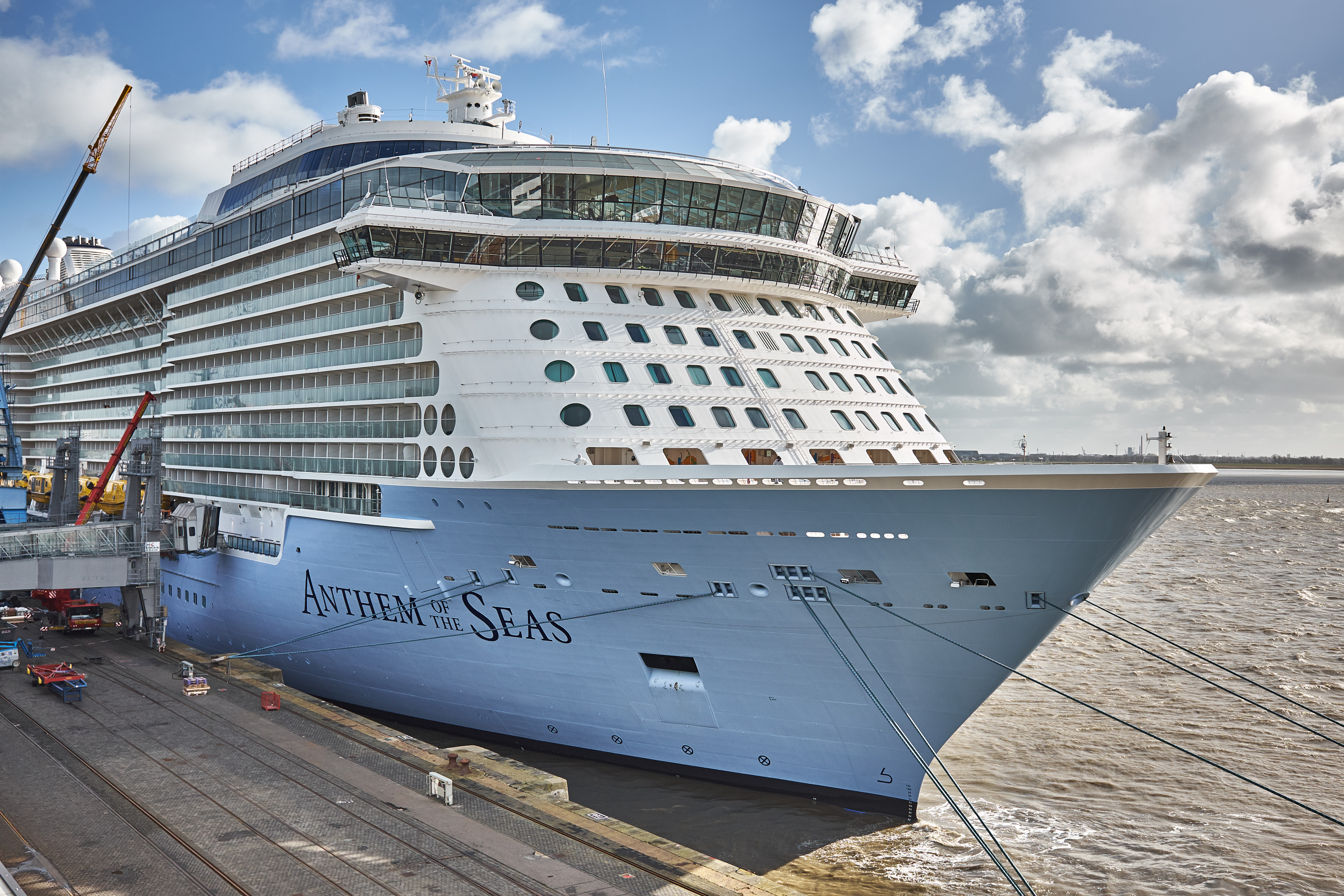
ブレーマーハーフェン港コロンブス埠頭で最終チェックを受けるアンセム・オブ・ザ・シーズ（2015年4月2日）

2011年2月11日、ロイヤル・カリビアン社は新しいクラスの客船2隻についてマイヤー・ヴェルフト社に発注、パーペンブルク造船所 (ドイツ・ニーダーザクセン州エムスラント郡) で建造すると発表した。建造計画の通称は「サンシャイン・プロジェクト」、当初の計画では1番船は2014年秋の到着を見込んだ。その後、20.5メガワットABBアジポッドXO推進ユニット2基を注文している。
翌2012年2月29日の発表では2015年春に2番船の到着とされ、1番船と同じアジポッドが取り寄せられた。同社の新クラスは「クアンタム」クラス、2隻の名称はそれぞれクアンタム・オブ・ザ・シーズ、アンセム・オブ・ザ・シーズと名づけたという。

## 船歴
アンセム・オブ・ザ・シーズの処女航海は2015年4月22日にイギリス南部サウサンプトン港を出て、8泊9日でフランスとスペインを訪れるものであった。就航の2015年はサウサンプトンを起点にヨーロッパ圏の地中海と北ヨーロッパ、カナリア諸島をめぐり、11月には アメリカ・ベイヨン (ニュージャージー州)のケープ・リバティ (Cape Liberty) を起点に、7泊から12泊の日程でカリブ海やバハマを訪れるという。2016年には引き続きケープ・リバティからカリブ海、バハマ、カナダあるいはアメリカ東部ニューイングランドへ航行する。

## デザイン

### 客室
セレブリティ・クルーズ社の ソルスティス級と同様に客室は救命艇より上の階にあっても上部構造に組み込まれているため、真下の海面を見下ろすことはない。船客用デッキ16階のうち8層に客室2090室を配し、バルコニー付は海側147室、内側1373室の合計1570室で、バリアフリー34室、単身用スチュディオ28室 (うち12室はスチュディオ・バルコニー) を含む。船尾の客室はスイートで2階建てのロフト形式。ディズニー・クルーズ・ラインが運航するディズニー・ドリームで採用した「バーチャル舷窓」システムを発展させ、内側の客室はすべて床から天井まで占める 80 インチの HDTV に海側の舷窓から見える景色をライブで投影している (「バーチャルーバルコニー」システム)。
クアンタム級はオアシス級に比べて船室が9パーセント広い

。

### 活動と催し物

#### 劇場
ロイヤル・シアターは第3層から第5層に設置されているブロードウェイ・スタイルの劇場である。この劇場において、『We Will Rock You』の完全なライセンス版の上演、オリジナル演劇『The Gift』の上演、スターによる公演、3D映画の上演、その他の催しが行われる。

#### TWO70°
エンターテインメント施設 Two70°は船首の5層から7層の3フロアに位置して、海の眺望は270度、カフェ、アイスバーを利用できる。窓を覆う自動開閉式のカーテンには日差しをさえぎる用途のほか、投影機13台を使うプロジェクションマッピングで船外の景色をライブで見せたり、映像を映したりできる。また家具や部屋の仕切りやシャンデリアを移動させると、キャバレースタイルのショーを演じる舞台や、船客が自由にダンスを楽しめるディスコに転換できる。用途に合わせて、映像装置とロボット制御の100インチLCDテレビを介してデジタル映像の背景を利用できる

#### シー・プレックス
屋内型のトレーニングジム。正規サイズのバスケットボールコートが1面あり、ダンスフロアのほか、空中ブランコのレッスン、ローラースケートやバンパーカーの競技エリアに利用できる。

#### ミュージック・ホール
デッキ3階と4階吹き抜けのラウンジ。ディスコ、ライブ会場に使う空間でもある。ミュージック･ホールにはレディアンスクラスで初めて採用された高さ微調整式のビリヤードテーブルを置いている。

### レストラン
同じ運行会社のほかの船と異なり、メインダイニングルームは設けない代わりに「ダイナミックダイニング」方式を採用、乗客は毎食、好みのレストランを予約する。この点はノルウェージャン・クルーズラインの「フリースタイル」に類似する。各レストランのメニューはクルーズのあいだ変わらない。また4つの大きなレストランに共通の食事時間と同席する乗客、給仕人を指定できるシステムは、ディズニー・クルーズラインに近い。

#### 一般向け
旅費に費用が含まれ、追加料金なしで飲食するレストランは5ヶ所、そのうち1ヶ所を除いてすべての乗客が利用できる。
- アメリカン・アイコン・グリル (American Icon Grill) ＝アメリカの家庭料理 (朝食・昼食・夕食)
- ザ・グランデ (The Grande Restaurant) ＝フル・ブレックファスト Continental cuisine (各地の典型的な朝食、服装はフォーマル Formal  (朝食、夕食限定)
- シック (Chic) ＝ヌーベルキュイジーヌ Contemporary cuisine 、ベジタリアン。男性はジャケット着用 en:Smart casual （夕食限定)
- シルク (Silk) ＝家族向けのアジア料理。男性はジャケット着用 (夕食限定)。
- コースタル・キッチン※ (Coastal Kitchen) ＝カリフォルニア料理 (en:California cuisine) とパニーニほか地中海料理、テイクアウト可能。男性はジャケット着用 (朝食・昼食・夕食) ※ジュニア･スイート以上の乗客とピナクル会員 (リピーター会員) のみ利用できる。

#### カフェ、軽食コーナー
6ヶ所あり、朝食・昼食・夕食それぞれ好きな時間帯に利用できる。
- TWO70°カフェ (The Café @ Two70°) ＝オーダーしてから作るサンドイッチや軽食。2.5階分の海側の吹き抜けに面して眺望がすばらしい。アンセム・オブ・ザ・シーズより初導入、姉妹船の「パークカフェ」同等 (朝食・昼食・夕食)
- ウィンドジャマー・マッケットプレイス (Windjammer Marketplace) ＝ビュッフェ形式 (朝食・昼食・夕食)
- カフェ・プロムナード (Café Promenade) ＝ピザやサンドイッチなど軽食や飲み物、シアトルズ・ベスト・コーヒー出店。※ラテ・モカ・カプチーノ、アルコール飲料など一部飲み物は有料 (朝食・昼食・夕食)
- シープレックス・ドッグハウス (SeaPlex Dog House) ＝ホットドッグ。洋上初の屋台形式を採用している。姉妹船の「ボードウォーク・ドッグハウス」同等 (朝食・昼食・夕食)
- ソレントピザ (Sorrentos Pizza) ＝ピザ (昼食・夕食)

店の一角「ザ・グリル (The Grill) 」＝軽食メニューのほかチーズステーキ、ローストチキンを提供 (24時間営業)
- デヴィンリー・デカダンス (ソラリアム・ビストロ内 Devinly Decadence at Solarium Bistro) ＝アメリカのテレビ番組で有名な専門シェフ (en:Devin Alexander) 監修、500キロカロリー以下のダイエット料理 (朝食・昼食・夕食)

#### 有料のレストラン
追加料金を払って利用するレストランは、席数が限られている。
- ジェイミーズ・イタリアン＝ジェイミー・オリヴァー監修イタリア料理 (Jamie’s en:Italian by en:Jamie Oliver (昼食・夕食)
- マイケルズ・ジェニュイン・パブ＝マイケル・シュワルツ料理長によるガストロパブ#伝統的なパブの食事料理のアラカルト (Michael's Genuine Pub en:gastropub from chef Michael Schwartz) (昼食・夕食)
- ワンダーランド・イマジナティブ・クイジーン (Wonderland Imaginative Cuisine) ＝創作料理 (夕食限定)
- プライム・テーブル (Prime Table @ Chop’s Grille)＝ステーキハウス。「チョップス・グリル」の個室 (夕食限定) ※13歳未満のお子様は利用できない[22]。
- チョップス・グリル (Chops Grille ― en:Steakhouse ＝ステーキハウス (夕食限定)
- 日本料理いずみ (Izumi en:Japanese Cuisine＝寿司と日本料理 (昼食・夕食)
- ジョニー・ロケッツ (en:Johnny Rockets＝ハンバーガー (フランチャイズ・レストラン) (昼食・夕食)

### バー、パブ
ロイヤル・カリビアンのトレードマークともいえるスクーナー・バーをはじめ、船内には多彩なバーやパブがある。TWO70 (エンターテインメント施設) 内のアイス・バー、パブ、バーテンダーロボットのいるバーも含まれる。